# 1-я группа тылового обслуживания морской пехоты
1-я группа тылового обслуживания морской пехоты (англ. 1st Marine Logistics Group (1 MLG)) — тактическое соединение тылового обеспечения Корпуса морской пехоты США.

## История
1-я группа боевой службы (1st Combat Service Group) Служебного командования (Service Command) сил морской пехоты ВМС США (Fleet Marine Forces), была активирована 1 июля 1947 года в Пёрл-Харборе, территория Гавайев, а затем в июле того же года переехала в Кэмп-Пендлтон, Калифорния. В августе 1950 года группа была переброшена в Кобе, Япония, а затем в сентябре 1950 года в Инчхон, Республика Корея, где была приписана к 1-й дивизии морской пехоты.
Группа сыграла решающую роль в Корейской войне с сентября 1950 по май 1953 года, помогая в различных операциях и кампаниях. После войны подразделение было переведено в силы МП ВМС США в августе 1951 года, а затем в 1-ю дивизию морской пехоты в октябре 1951 года. В мае 1953 года группа была переведена обратно в Кэмп-Пендлтон, Калифорния, и переведена в Силы морской пехоты флота.
За свою историю подразделение претерпело несколько переименований. 30 декабря 1955 года она была переименована в 1-ю группу боевой службы морской пехоты флота (1st Combat Service Group, Fleet Marine Forces), а затем 1 марта 1957 года в 1-й служебный полк сил морской пехоты флота (1st Force Service Regiment, Fleet Marine Forces). В феврале 1967 года группа была переброшена в Республику Вьетнам и повторно обозначен как 1-й полк боевой службы Командования материально-технического обеспечения сил морской пехоты (1st Force Service Regiment, Force Logistic Command, Fleet Marine Forces) и приписан к III амфибийному соединению морской пехоты. Во время войны во Вьетнаме это подразделение оказывало важнейшую поддержку морской пехоте на земле и играло жизненно важную роль в различных операциях.
После войны во Вьетнаме 23 апреля 1971 года группа была переименована в 1-й служебный полк морской пехоты (1st Force Service Regiment, Fleet Marine Forces) и переведена в Кэмп-Пендлтон, Калифорния. 30 марта 1976 года это подразделение было ещё раз переименовано в 1-ю группу тылового обслуживания сил морской пехоты (1st Force Service Support Group, Fleet Marine Forces) и участвовало в нескольких операциях, включая операции «Щит пустыни» и «Буря в пустыне» в Юго-Западной Азии с сентября 1990 года по апрель 1991 года.
1-я группа тылового обслуживания продолжала свою служебную и гуманитарную деятельность и с декабря 1992 года по февраль 1993 года участвовала в операции «Возрождение надежды», оказывая помощь и поддержку народу Сомали. В январе 2003 года группа была направлена в Кувейт для поддержки операции «Несокрушимая свобода» и участвовала в операции «Иракская свобода» с марта по октябрь 2003 года, с февраля 2004 года по февраль 2005 года, с февраля 2006 года по февраль 2007 года и с февраля 2008 года по февраль 2009 года.
21 октября 2005 года группа была переименована в 1-ю группу тылового обслуживания морской пехоты (1 MLG) и участвовала в различных операциях, включая операцию «Несокрушимая свобода» в Афганистане, с марта 2010 по 2011 год и с февраля 2012 года по сентябрь 2012 года. Члены группы также участвовал в операции «Несокрушимая свобода» с января 2014 г. по декабрь 2014 г. и в операции «Непоколебимая решимость» в Ираке и Сирии с августа 2014 г. по 2019 г.

## Задачи
1 MLG насчитывает более чем 8500 морских пехотинцев и моряков и состоит из 1-го полка МТО боевых действий, 17-го полка МТО боевых действий, 1-го батальона снабжения, 1-го батальона технического обслуживания, 7-го батальона инженерной поддержки, 1-го медицинского батальона и 1-го стоматологического батальона. Задача 1-й MLG заключается в обеспечении тактической логистической поддержки, выходящей за рамки штатных возможностей поддерживаемых подразделений экспедиционного соединения морской пехоты (MEF), а также в организации боевых логистических подразделений (Logistics combat element (LCE)) для поддержки операций MAGTF.

## Состав 2024
По состоянию на март 2024 года 1 MLG состоит из:
- Штаб и служебный батальон (Headquarters and Service Battalion)
- 1-й полк материально-технического обеспечения боевых действий[3] (Combat Logistics Regiment 1)
- 17-й полк материально-технического обеспечения боевых действий (Combat Logistics Regiment 17)
- 1-й батальон снабжения[5] (1st Supply Battalion)
- 1-й батальон технического обслуживания (1st Maintenance Battalion)
- 1-й медицинский батальон (1st Medical Battalion)
- 1-й стоматологический батальон (1st Dental Battalion)
- 7-й батальон инженерной поддержки (7th Engineer Support Battalion)